# Beit Șe'an
Beit She'an (în ebraică בית שאן, în arabă: - بيسان Beisan) este un oraș din nordul Israelului, situat în Valea Beit Shean, în apropierea Văii Iordanului, la 25 km sud-vest de Marea Galileei.
Localitate cu o mare vechime, a fost locuită fără întrerupere din perioada calcolitică (circa 4000 î.e.n.) și până în zilele noastre.
Ea s-a numit pe parcursul istoriei Ashan, Beit Shan, Beyshan, Skythopolis și Beisan. S-a numit, după câte se pare, după zeul Shan, căruia locuitorii antici i-au închinat aici un templu. 
Beit Shean este centrul unei zone administrative numită Consiliul regional al Văii Beit Shean, care a fost constituită în iunie 1949. Majoritatea locuitorilor arabi a abandonat orașul înaintea luptelor din Războiul arabo-israelian din 1948-1949. O mica parte care rămăsese a fost evacuat după terminarea luptelor, mai ales spre Nazaret. Localitatea se întinde pe o arie de 7.1 kmp, iar populația lui este de circa 17.300 locuitori.(2013). Beit Shean a fost proclamat oraș în anul 1999.  

## Istorie
În oraș este situat parcul național Scitopolis, care a fost în antichitate unul din orașele componente ale Decapolis (zece orașe elenistice, unite într-o unitate administrativă separată la frontiera de est a Imperiului Roman unite datorită limbii, culturii, locației și statutului politic comun). Orașul a fost distrus de un incendiu în secolul al II-lea.

## Galerie

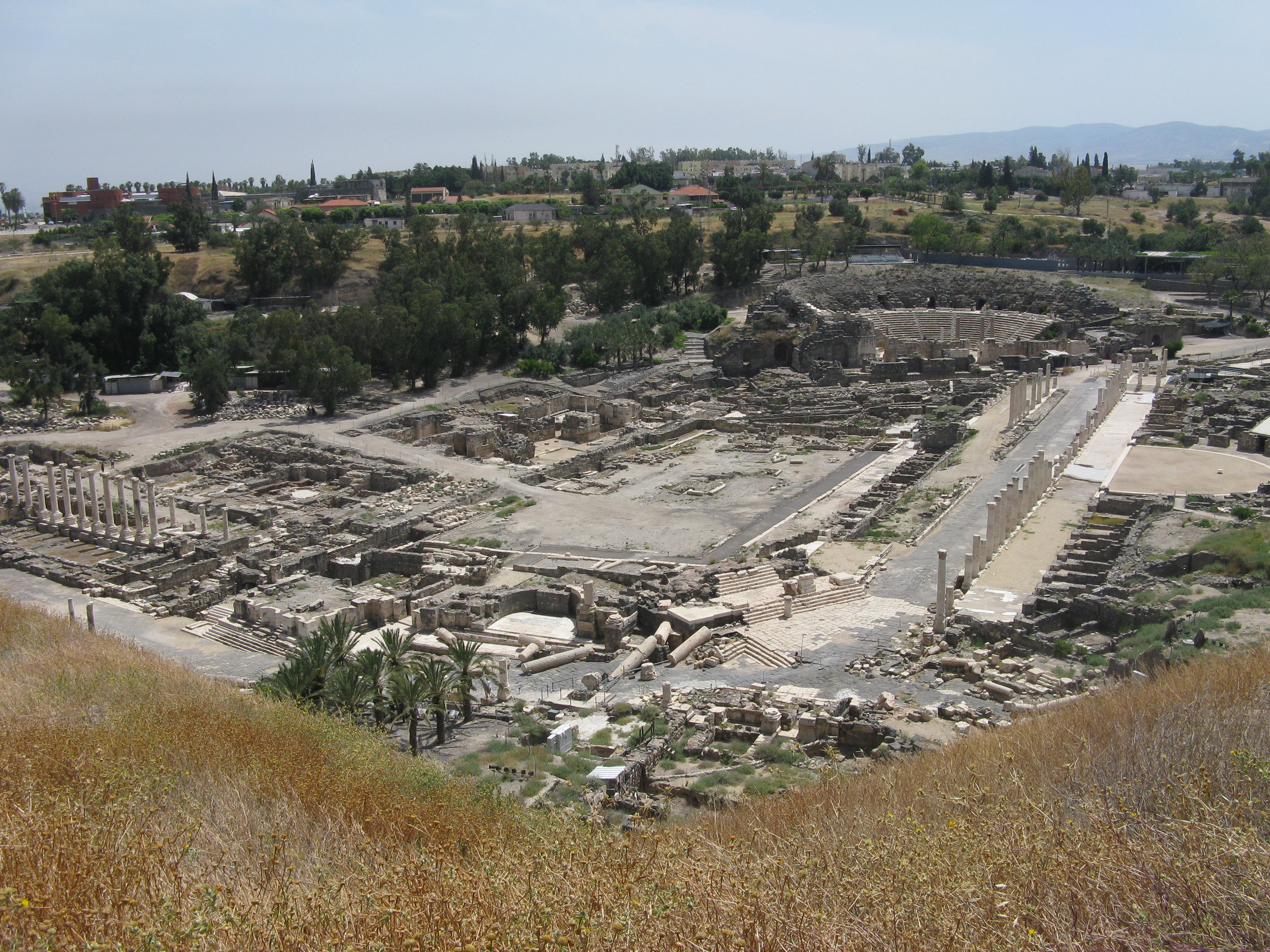
Anticul Beit Șe'an - Skythopolis
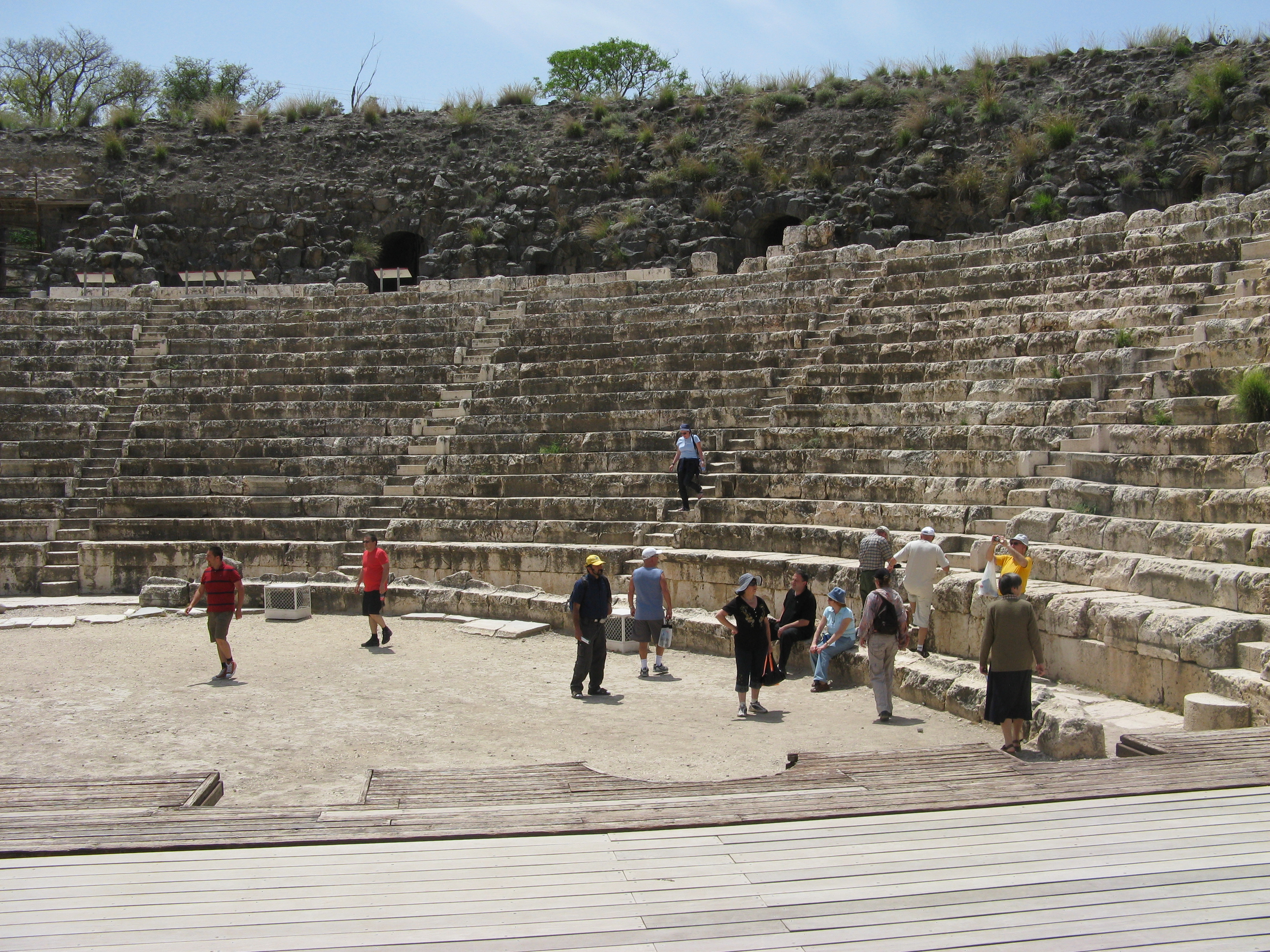
Teatrul roman
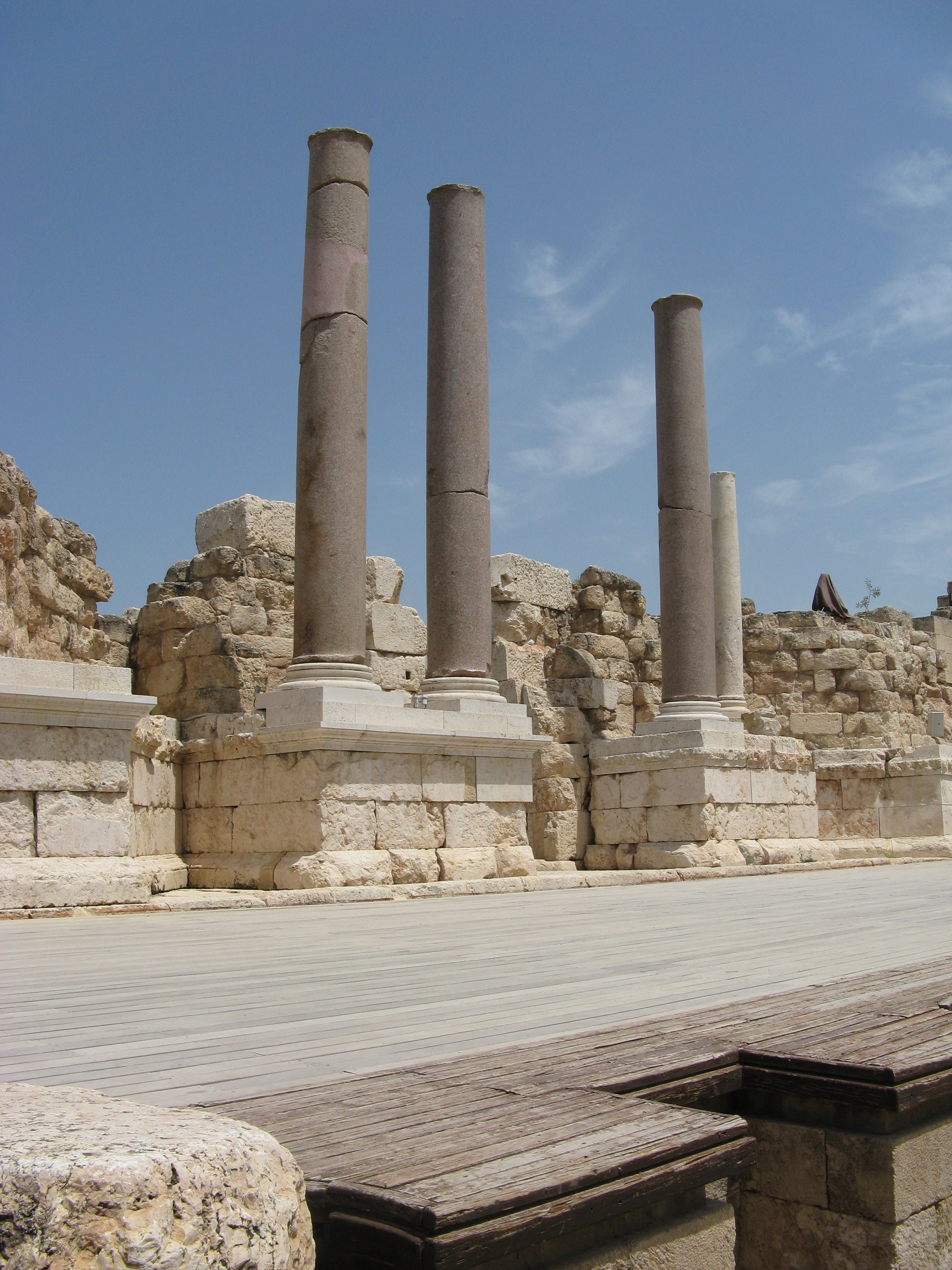
Ruinele teatrului roman
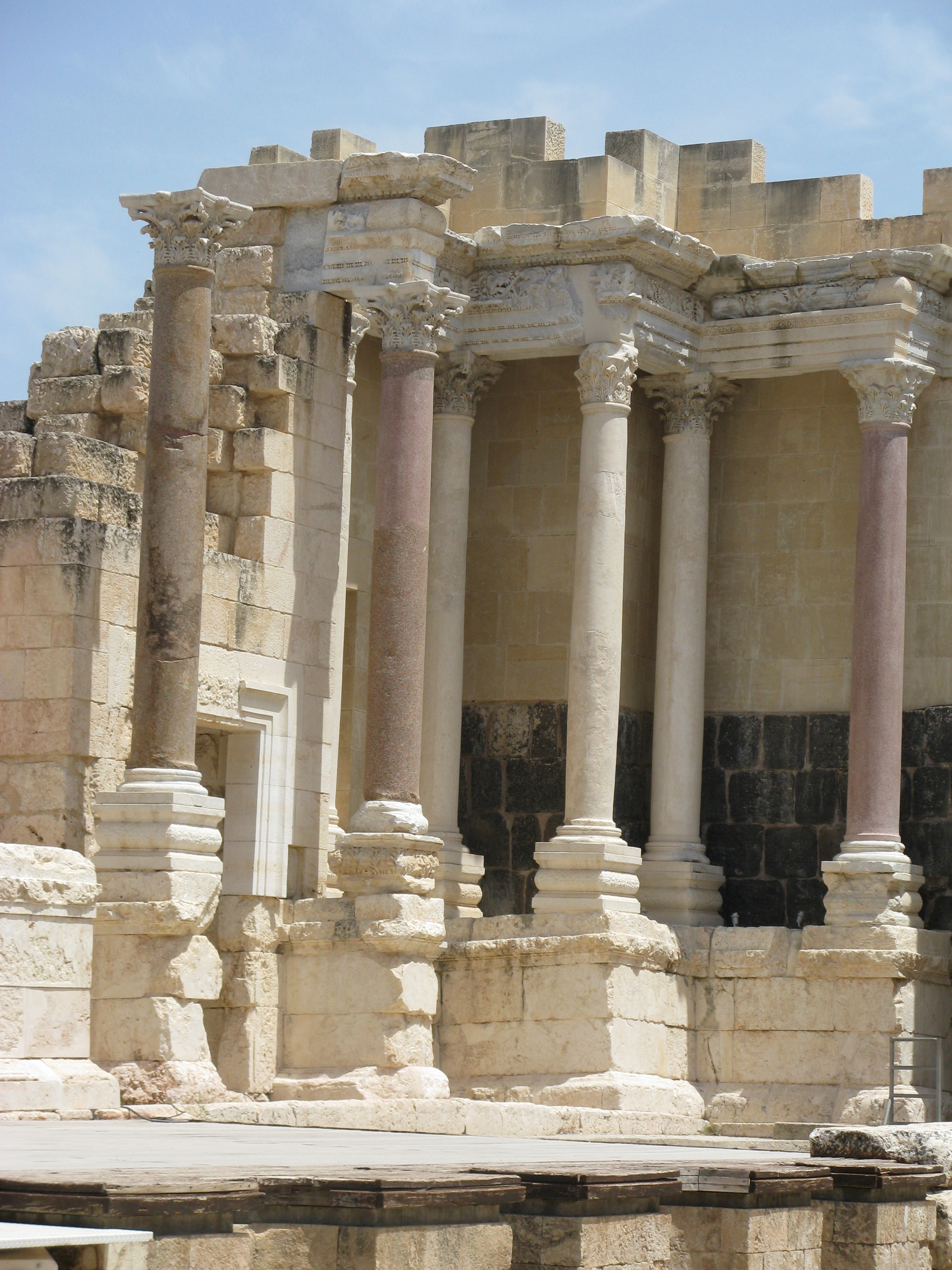
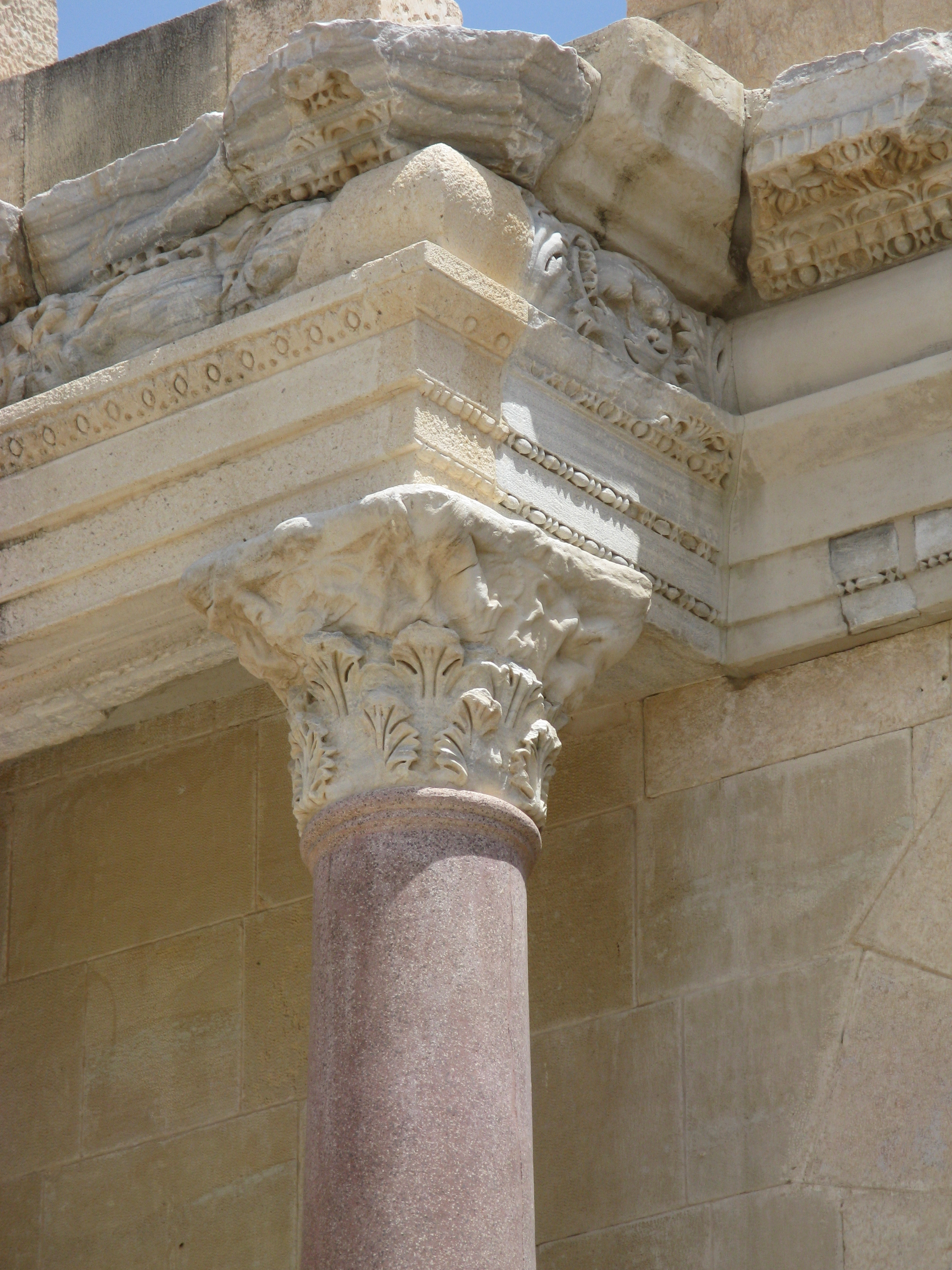
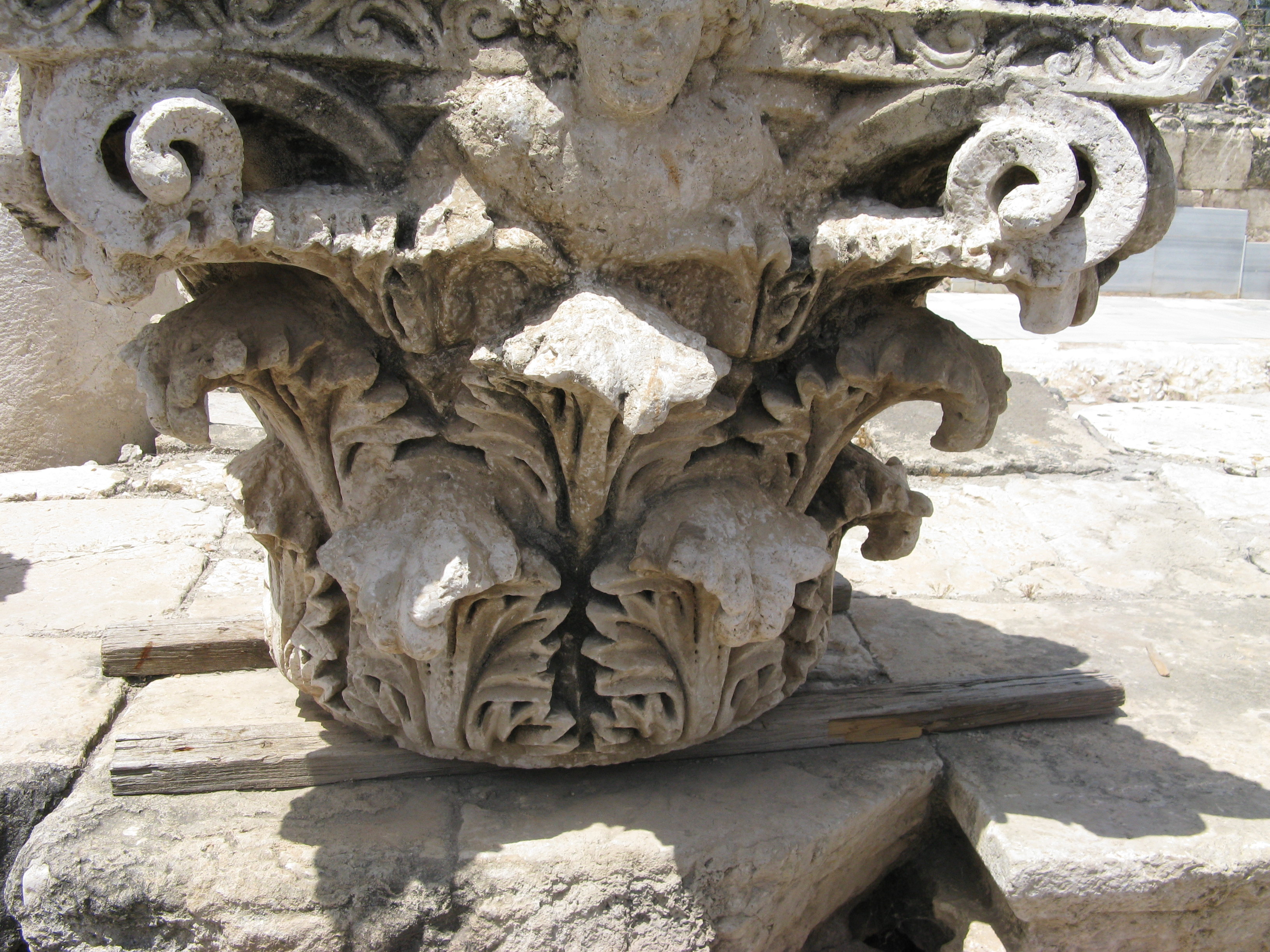
Capitel de coloana corintică
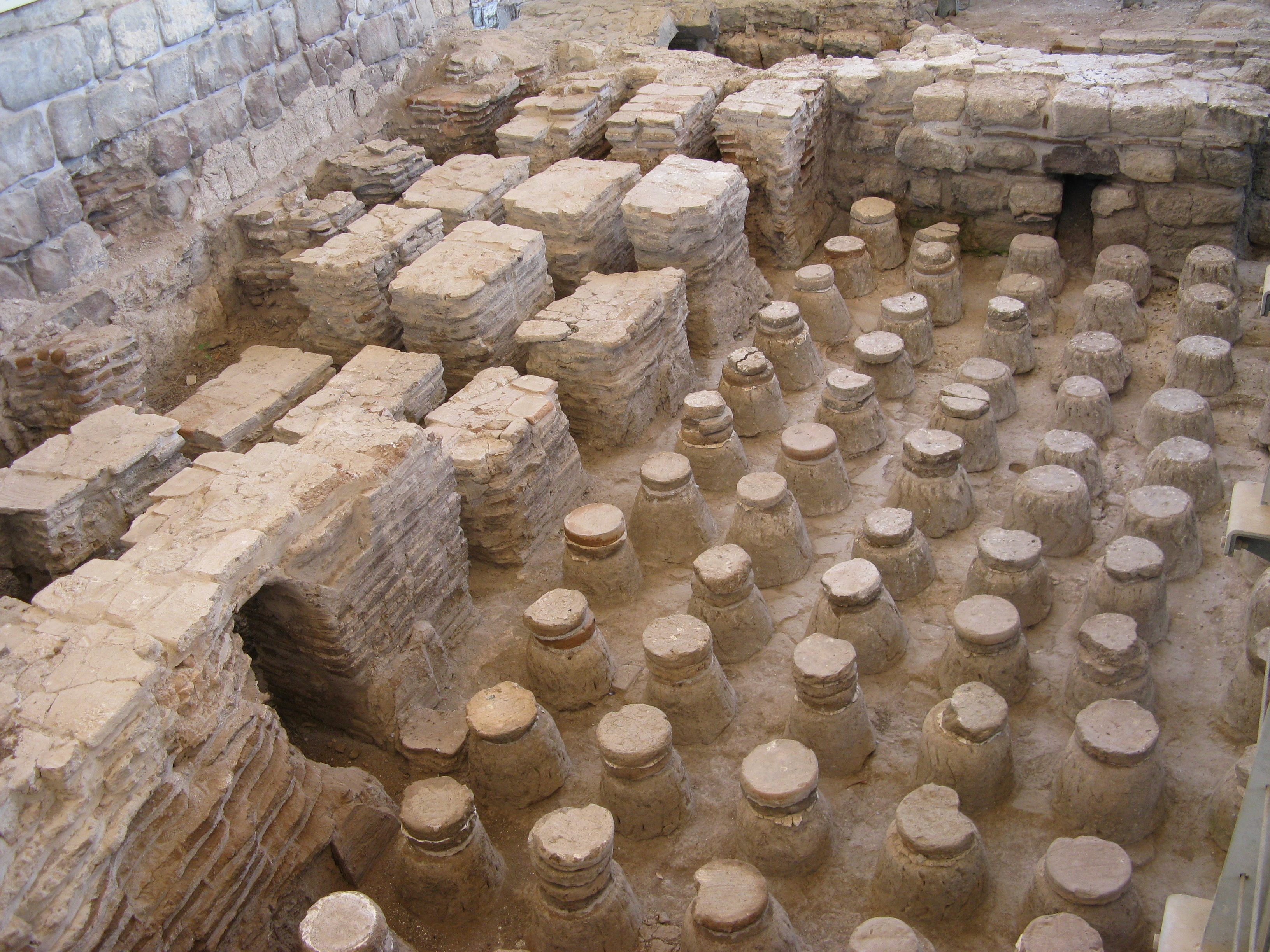
Terme
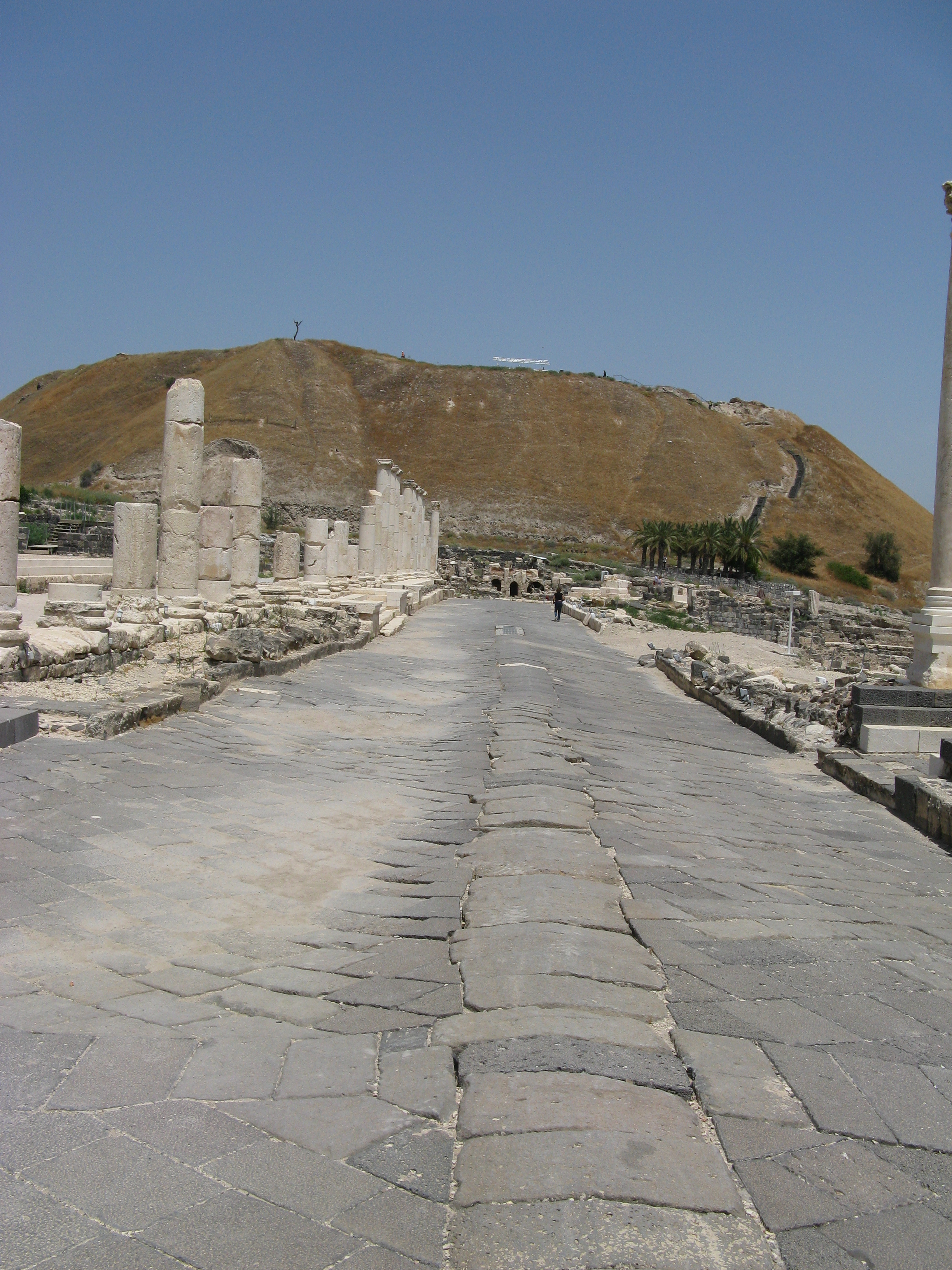
Drumul roman Paladius
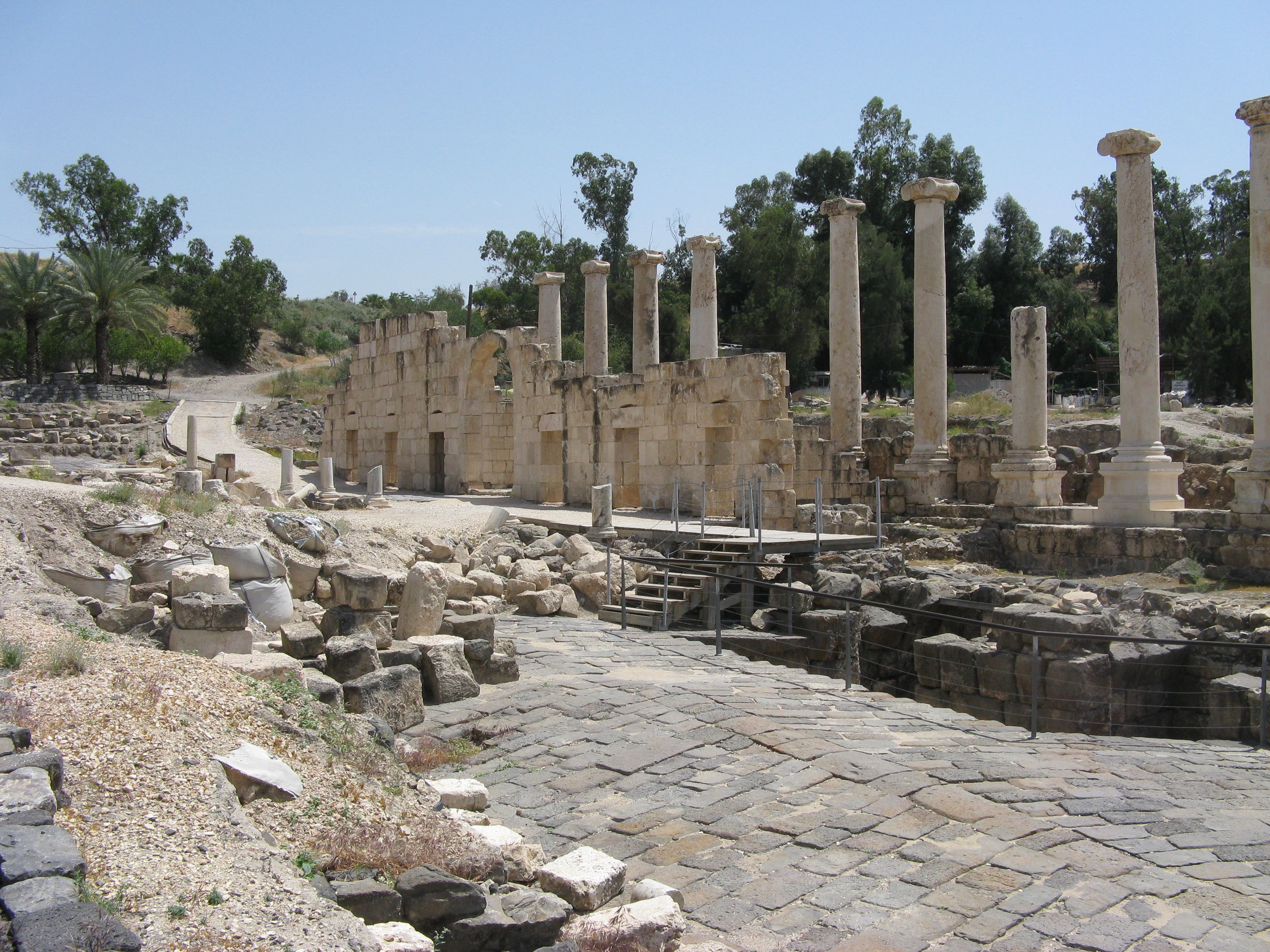
Colonada de pe strada de nord din Scythopolis
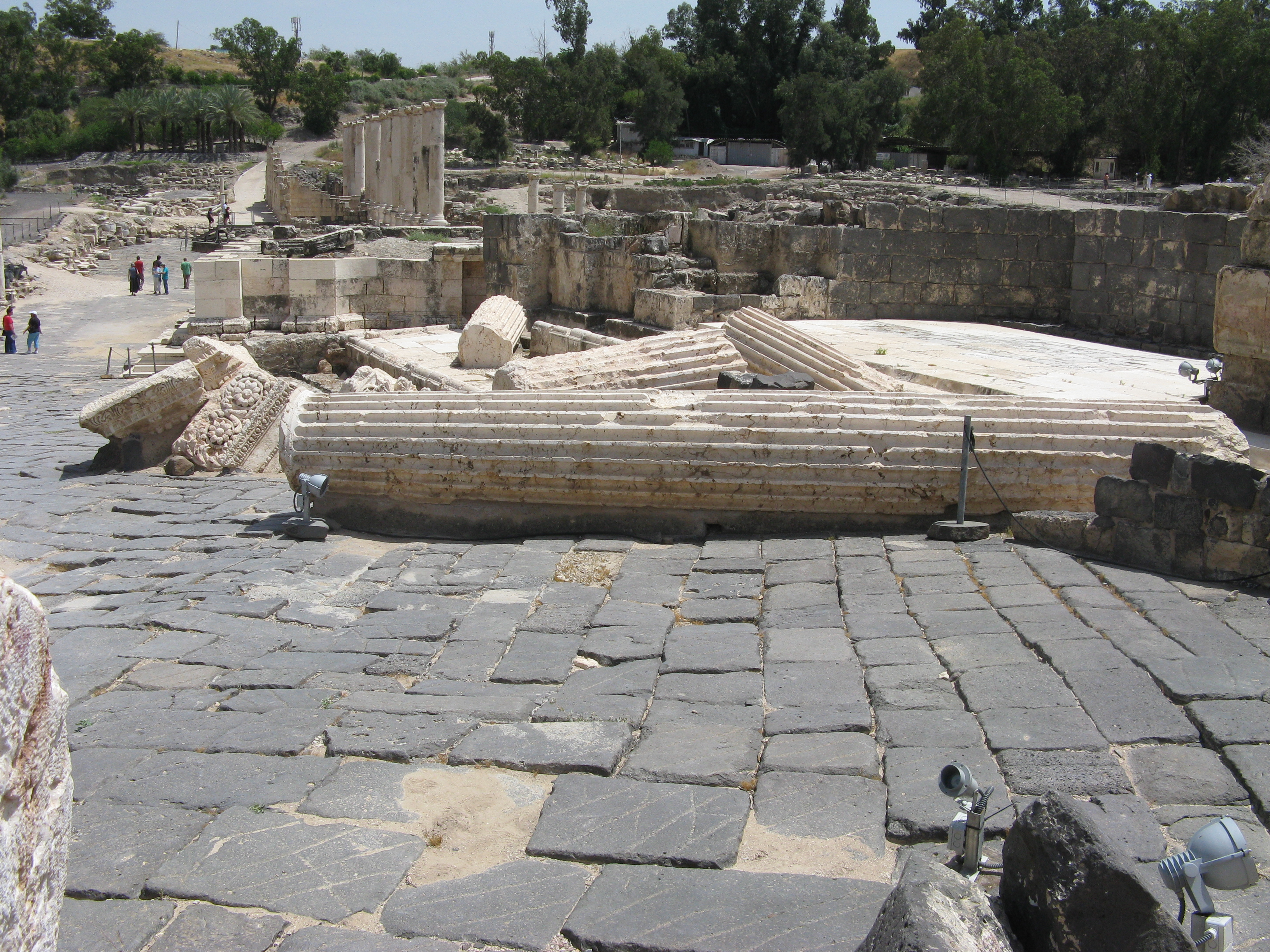
Coloană distrusă

## Orașe înfrățite
- Cleveland, Statele Unite